# Старостяк Михайло Володимирович
Миха́йло Володи́мирович Старостя́к (*13 жовтня 1973, Грусятичі, Жидачівський район, Львівська область) — український футбольний тренер, колишній гравець, правий захисник. Відомий насамперед виступами за донецький «Шахтар» та національну збірну України.

## Кар'єра гравця
Займатися футболом почав, граючи у складі дитячої команди з рідного села. Після завершення 9-го класу школи переїхав до Івано-Франківська, де вступив до місцевого технікуму фізичної культури на спеціальність «Футбол». З 1992 року виступав у перехідній лізі чемпіонату України у складі команди «Сокіл» (Бережани). На початку сезону 1993—1994 перейшов до першолігового івано-франківського «Прикарпаття», а ще за два роки — до донецького «Шахтаря». У вищій лізі чемпіонату України дебютував у складі донецької команди 29 липня 1995 року у грі проти МФК «Миколаїв» (нічия 0:0).
Відігравши у «Шахтарі» дев'ять сезонів, переїхав до Росії, де захищав кольори ярославського «Шинника».
2006 року повернувся до України, відіграв 10 матчів за криворізький «Кривбас». Футбольну кар'єру завершив виступами у вищому дивізіоні чемпіонату Азербайджану, у якому грав протягом 2007—2009 років у складі команди «Сімург».

## Виступи за збірну
У складі національної збірної України дебютував 23 березня 1997 року у грі проти збірної Молдови (перемога 1:0). Загалом протягом 7 років (з 1997 по 2004 рік) виходив на поле у формі збірної у 17 матчах.

## Цікаві факти
- За 18 років професійної футбольної кар'єри у чемпіонатах різних країн провів 430 ігор, відзначившись при цьому лише одним голом, забитим 20 травня 2001 року у грі «Шахтаря» проти алчевської «Сталі».

## Кар'єра тренера
Після завершення ігрової кар'єри перейшов на тренерську роботу, працює з однією з юнацьких команд у структурі донецького «Шахтаря».
На початку жовтня 2021 року увійшов до тренерського штабу закарпатського ФК «Минай», який очолив Ігор Леонов.

## Досягнення
- Чемпіон України (2002);
- Бронзовий призер чемпіонату Азербайджану: 2009 року.
- Чотириразовий володар Кубка України (1997, 2001, 2002, 2004);
- П'ять разів включався до переліку «33 найкращі футболісти України»: 1999—2002, 2004;
- Медаль «За працю і звитягу» (2006).[2]